# Coppa del Mondo di salto con gli sci 1989
La Coppa del Mondo di salto con gli sci 1989, decima edizione della manifestazione organizzata dalla Federazione Internazionale Sci, ebbe inizio il 3 dicembre 1988 a Thunder Bay, in Canada, e si concluse il 26 marzo 1989 a Planica, in Jugoslavia. Furono disputate 20 delle 21 gare previste, tutte maschili, in 16 differenti località: 8 su trampolino normale, 11 su trampolino lungo e 1 su trampolino per il volo). Nel corso della stagione si tennero a Lahti i Campionati mondiali di sci nordico 1989, non validi ai fini della Coppa del Mondo, il cui calendario contemplò dunque un'interruzione nel mese di febbraio.
Lo svedese Jan Boklöv si aggiudicò la coppa di cristallo, il trofeo assegnato al vincitore della classifica generale, mentre il finlandese Risto Laakkonen vinse il Torneo dei quattro trampolini, le cui prove furono ritenute valide anche ai fini della classifica di Coppa. Non vennero stilate classifiche di specialità; Matti Nykänen era il detentore uscente sia della Coppa generale, sia del Torneo.

## Risultati
| Data                          | Località               | Nazione        | Trampolino                | Spec. | Primo                      | Secondo              | Terzo              |
| ----------------------------- | ---------------------- | -------------- | ------------------------- | ----- | -------------------------- | -------------------- | ------------------ |
| 3 dicembre 1988               | Thunder Bay            | Canada         | Big Thunder K89           | NH    | Dieter Thoma               | Risto Laakkonen      | Matti Nykänen      |
| 4 dicembre 1988               | Thunder Bay            | Canada         | Big Thunder K120          | LH    | Risto Laakkonen            | Erik Johnsen         | Dieter Thoma       |
| 10 dicembre 1988              | Lake Placid            | Stati Uniti    | MacKenzie Intervale K114  | LH    | Jan Boklöv                 | Ernst Vettori        | Pekka Suorsa       |
| 11 dicembre 1988              | Lake Placid            | Stati Uniti    | MacKenzie Intervale K86   | NH    | Vegard Opaas               | Ernst Vettori        | Thomas Klauser     |
| 17 dicembre 1988              | Sapporo                | Giappone       | Miyanomori K90            | NH    | Matti Nykänen              | Dieter Thoma         | Clas Brede Bråthen |
| 18 dicembre 1988              | Sapporo                | Giappone       | Ōkurayama K115            | LH    | Jan Boklöv                 | Ari-Pekka Nikkola    | Matti Nykänen      |
| Torneo dei quattro trampolini |                        |                |                           |       |                            |                      |                    |
| 30 dicembre 1988              | Oberstdorf             | Germania Ovest | Schattenberg K115         | LH    | Dieter Thoma               | Risto Laakkonen      | Matti Nykänen      |
| 1º gennaio 1989               | Garmisch-Partenkirchen | Germania Ovest | Große Olympiaschanze K107 | LH    | Matti Nykänen              | Jens Weißflog        | Risto Laakkonen    |
| 4 gennaio 1989                | Innsbruck              | Austria        | Bergisel K109             | LH    | Jan Boklöv                 | Ari-Pekka Nikkola    | Jens Weißflog      |
| 6 gennaio 1989                | Bischofshofen          | Austria        | Paul Ausserleitner K111   | LH    | Mike Holland               | Ari-Pekka Nikkola    | Jan Boklöv         |
| 14 gennaio 1989               | Liberec                | Cecoslovacchia | Ještěd K120               | LH    | Jon Inge Kjørum Pavel Ploc |                      | Ari-Pekka Nikkola  |
| 15 gennaio 1989               | Harrachov              | Cecoslovacchia | Čerťák K120               | LH    | Jan Boklöv                 | Risto Laakkonen      | Ladislav Dluhoš    |
| 21 gennaio 1989               | Oberhof                | Germania Est   | Rennsteig K90             | NH    | Ole Gunnar Fidjestøl       | Jens Weißflog        | Ingo Züchner       |
| 22 gennaio 1989               | Oberhof                | Germania Est   | Rennsteig K90             | NH    | Jens Weißflog              | Ole Gunnar Fidjestøl | Jon Inge Kjørum    |
| 29 gennaio 1989               | Chamonix               | Francia        | Le Mont K95               | NH    | Jan Boklöv                 | Roberto Cecon        | Josef Heumann      |
| 2 marzo 1989                  | Bærum                  | Norvegia       | Skui K110                 | LH    | annullata                  | annullata            | annullata          |
| 5 marzo 1989                  | Oslo                   | Norvegia       | Holmenkollen K105         | LH    | Jens Weißflog              | Jon Inge Kjørum      | Kent Johanssen     |
| 8 marzo 1989                  | Örnsköldsvik           | Svezia         | Paradiskullen K82         | NH    | Jens Weißflog              | Ari-Pekka Nikkola    | Jan Boklöv         |
| 19 marzo 1989                 | Harrachov              | Cecoslovacchia | Čerťák K180               | FH    | Ole Gunnar Fidjestøl       | Mike Holland         | Jan Boklöv         |
| 25 marzo 1989                 | Planica                | Jugoslavia     | Srednija K92              | NH    | Jens Weißflog              | Andreas Felder       | Ari-Pekka Nikkola  |
| 26 marzo 1989                 | Planica                | Jugoslavia     | Bloudkova velikanka K120  | LH    | Jens Weißflog              | Kent Johanssen       | Andreas Felder     |

Legenda:

NH = trampolino normale

LH = trampolino lungo

FH = volo con gli sci

## Classifiche

### Generale
| Pos. | Nome                 | Nazione        | Punti |
| ---- | -------------------- | -------------- | ----- |
| 1    | Jan Boklöv           | Svezia         | 247   |
| 2    | Jens Weißflog        | Germania Est   | 192   |
| 3    | Dieter Thoma         | Germania Ovest | 167   |
| 4    | Ole Gunnar Fidjestøl | Norvegia       | 145   |
| 5    | Ari-Pekka Nikkola    | Finlandia      | 136   |
| 6    | Jon Inge Kjørum      | Norvegia       | 133   |
| 7    | Risto Laakkonen      | Finlandia      | 132   |
| 8    | Ernst Vettori        | Austria        | 125   |
| 9    | Matti Nykänen        | Finlandia      | 106   |
| 10   | Josef Heumann        | Germania Ovest | 84    |

### Torneo dei quattro trampolini
| Pos. | Nome            | Nazione        | Punti |
| ---- | --------------- | -------------- | ----- |
| 1    | Risto Laakkonen | Finlandia      | 841   |
| 2    | Matti Nykänen   | Finlandia      | 838   |
|      | Jens Weißflog   | Germania Est   | 838   |
| 4    | Dieter Thoma    | Germania Ovest | 837   |
| 5    | Jan Boklöv      | Svezia         | 833   |

### Nazioni
| Pos. | Nazione        | Punti |
| ---- | -------------- | ----- |
| 1    | Norvegia       | 473   |
| 2    | Finlandia      | 460   |
| 3    | Austria        | 348   |
| 4    | Germania Ovest | 341   |
| 5    | Cecoslovacchia | 263   |
|      | Germania Est   | 263   |
|      | Svezia         | 263   |